# Petrarcapriset
Petrarcapriset, på tyska kallat Petrarca-Preis, var ett europeiskt litteraturpris, uppkallat efter den italienske renässanspoeten Francesco Petrarca. Priset utdelades åren 1975–2014. 

## Historik
Första gången tilldelades priset postumt den unge, nyligen avlidne, västtyske poeten Rolf Dieter Brinkmann och utdelades då på toppen av det sydfranska berget Mont Ventoux, ett berg Petrarca hade bestigit i april år 1336. Sista gången delades priset mellan den tyske konkretisten Franz Mon och den under sovjettiden landsförvisade litauiske poeten Tomas Venclova. Prisutdelningen skedde då i bayerska München, som den bereste medeltida kaniken och poeten Petrarca också lär ha besökt på sin tid. År 1981 fick Tomas Tranströmer priset och ceremonin ägde den gången rum i den italienska staden Vicenza.
Petrarcapriset instiftades i München 1974 av den tyske konsthistorikern och förläggaren Hubert Burda. Det var främst avsett för samtida europeiska poeter, men även epiker förekommer i listan över pristagare, liksom enstaka icke-européer. "Vi vill ge vårt stöd till en nationell och regional kultur i Europa", yttrade grundaren Hubert Burda inledningsvis vid 2011 års prisutdelning. Uttalat mål var att hålla utkik över hela Europa efter författare, vilka gav en särpräglad röst åt sin rådande kultur.
Priset brukade tillkännages i april varje år. Prisutdelningen skedde därefter vanligtvis under midsommarhelgen i juni. Prissumman bestod av 20 000 euro och den kunde delas mellan flera pristagare. Ceremonin brukade äga rum på platser i Francesco Petrarcas fotspår.
Priset utdelades först under tjugoårsperioden 1975–1995, varefter det under tio år följdes av ett Hermann-Lenz-Preis, för att hedra minnet av den tyske romanförfattaren Hermann Lenz, som själv hade tilldelats Petrarcapriset 1987. Åren 1987-1995 utdelades årligen även ett särskilt översättarpris i Petrarcas namn till tyskspråkiga, skönlitterära översättare.
I den ursprungliga juryn ingick fluxus-deltagaren Bazon Brock, poeterna Michael Krüger och Nicolas Born, romanförfattaren Peter Handke samt Urs Widmer. När Petrarcapriset återupptogs år 2010 satt ännu Peter Handke och Michael Krüger i juryn, men nu tillsammans med författarna Alfred Kolleritsch och Peter Hamm.

## Pristagare och plats
| - 1975 Rolf Dieter Brinkmann (postumt), Mont Ventoux - 1976 Sarah Kirsch och Ernst Meister, Arquà Petrarca - 1977 Herbert Achternbusch (eldade upp prischecken efter mottagandet), Arquà Petrarca - 1978 Alfred Kolleritsch, Siena - 1979 Zbigniew Herbert, Verona - 1980 Ludwig Hohl, Florens - 1981 Tomas Tranströmer, Vicenza - 1982 Ilse Aichinger, Sils-Maria - 1983 Gerhard Meier, Vézelay - 1984 Gustav Januš, Avignon - 1987 Hermann Lenz, Asolo - 1988 Philippe Jaccottet, Trieste | - 1989 Jan Skácel, Lucca - 1990 Paul Wühr, Siena - 1991 John Berger, Piemonte - 1992 Michael Hamburger, Modena - 1993 Gennadij Ajgi, Perugia - 1994 Helmut Färber, Weimar - 1995 Les Murray, Provence - 2010 Pierre Michon och Erri De Luca, Slottet Salem - 2011 John Burnside och Florjan Lipuš, Klostret i Benediktbeuern - 2012 Miodrag Pavlović och Kito Lorenc, Marbach am Neckar - 2013 Adonis och Robin Robertson, München - 2014 Franz Mon och Tomas Venclova, Bayerisches Nationalmuseum, München |